# David Rice Atchison
David Rice Atchison (Frogtown (Kentucky), 11 augustus 1807 – Gower (Missouri), 26 januari 1886) was een Amerikaans politicus en dertienmaal president pro tempore van de Senaat. Hij was van 1844 tot 1855 lid van de Amerikaanse Senaat. Sommigen zijn van mening dat hij één dag president van de Verenigde Staten is geweest. Hij werd echter niet gekozen en heeft geen eed afgelegd. Om deze reden wordt zijn "ambtstermijn" ook wel afgedaan als een broodjeaapverhaal.
Op zondag 4 maart 1849 liep de ambtstermijn van de zittende president James Knox Polk af, en zou de nieuw verkozen president Zachary Taylor het ambt moeten overnemen. Taylor echter, als religieus mens, weigerde zijn ambt te aanvaarden op een zondag. Omdat de ambtstermijn van vicepresident George M. Dallas gelijk liep aan die van de president was het geen optie om hem de taak te laten vervullen. Dallas had al op vrijdag 2 maart zijn taken neergelegd.
Op basis van de Amerikaanse wetten zou de functie vervallen aan de president pro tempore van de Senaat. Deze functionaris is het Senaatslid dat de Senaat voorzit bij afwezigheid van de vicepresident. Atchison heeft deze functie enkele malen uitgeoefend, waaronder van 2 maart tot 4 maart 1849. Op basis hiervan beweerde Atchison op 4 maart 1849 waarnemend president te zijn geweest. Echter, omdat het Congres op diezelfde 4 maart voor onbepaalde tijd (sine die) geschorst was, was ook zijn eigen termijn reeds verlopen. En hoewel hij de functie op 5 maart 1849 wederom vervulde kan hij wegens de korte onderbreking in zijn functie geen president zijn geweest. Daar komt bij dat hij nooit de eed heeft afgelegd.
Desgevraagd verklaarde Atchison tijdens zijn "ambtstermijn" geen belangrijke zaken te hebben gedaan. "Ik ging naar bed. Ik had een paar zeer drukke nachten gehad om mijn senaatswerk af te ronden, dus ik sliep het grootste deel van die zondag". Hij ging erop prat dat zijn 'presidentschap' het 'eerlijkst' in de geschiedenis van de VS was.
- Biblioteca Nacional de España: XX1390443
- Gemeinsame Normdatei: 1149092718
- International Standard Name Identifier: 0000 0000 7393 3320
- Library of Congress Control Number: nr89009584
- Nationale Bibliotheek van Israël: 987007290925705171
- Nederlandse Thesaurus van Auteursnamen: 314343334
- SNAC: w6xd23h2
- Biographical Directory of the United States Congress: A000322
- Virtual International Authority File: 36762697
- WorldCat: E39PBJbxyPxpgTfw94HX9QX68C